# Paul de Mont
Paul de Mont (Ninove, 1 juni 1895 – 10 november 1950) was een Vlaamse schrijver en politicus. Niet te verwarren met zijn oom Pol de Mont.

## Biografie
Hij volgde humaniora aan het Sint-Aloysiuscollege in Ninove en aan het Sint-Jozefscollege in Aalst. In 1914 ging hij letteren en wijsbegeerte studeren aan de Katholieke Universiteit Leuven, maar maakte zijn jaar niet af. 
De Mont meldde zich bij het uitbreken van de Eerste Wereldoorlog als vrijwilliger in het Belgische leger. Hij diende als officier aan het IJzerfront en verloor in oktober 1917 bij een Duits loopgravenbombardement zijn beide benen. De zwaargewonde De Mont had een heel lang genezingsproces te doorworstelen. Onmiddellijk na zijn herstel begon hij te schrijven. Hij had in die tijd veel tijd om na de denken. Hij werd journalist en werkte ook voor de stad. Hij schreef 17 toneelstukken, een roman en een aantal essays.
In april 1930 werd hij hoofdredacteur van Het Algemeen Nieuws, een katern van de krant Sportwereld, wat hij bleef tot in juli 1936. De Mont schreef voornamelijk beschouwingen in verband met oorlogsdreiging en bewapening.
In 1936 werd hij gecoöpteerd senator voor Rex, de Vlaamse vleugel van de partij van de Waalse fascist Léon Degrelle. Hij bleef in de Senaat zetelen tot in 1939. De Mont werd voorzitter van Rex-Vlaanderen en hoofdredacteur van partijblad De Nieuwe Staat. Hij werkte een jaar voor een krant en bepleitte in zijn artikelen de federalisering van België, vooral op het vlak van onderwijs en cultuur. 
De Mont ijverde voor een samenwerking tussen Rex en het Vlaams-nationalistische VNV en in november 1938 trad hij toe tot de Algemene Raad, de gemeenschappelijke vakbond van Rex en het VNV. De Mont kon uiteindelijk echter niet voorkomen dat de samenwerking van Rex en VNV mislukte. Ook zag hij met tegenzin aan hoe Rex zich steeds meer van de parlementaire democratie afkeerde. Uiteindelijk nam hij in februari 1939 ontslag uit de partij. 
In september 1939 werd hij onder de schuilnaam Oslower commentator voor De Standaard. In zijn commentaarstukken pleitte hij voor het behouden van de vrede. Gedurende de Tweede Wereldoorlog onthield hij zich van elke politieke activiteit. Na de Bevrijding werkte hij nog een tijdlang mee aan De Nieuwe Standaard.
In 1952 kreeg hij postuum de driejaarlijkse staatsprijs voor toneelletterkunde voor Artevelde's val (1947). Voor dit stuk had hij grondig historisch onderzoek verricht. Dit resulteerde in het essay Artevelde, de mythe en de man (1948).